# Discosporium hyalinum
Discosporium hyalinum är en svampart som först beskrevs av Job Bicknell Ellis, och fick sitt nu gällande namn av Franz Xaver von Höhnel 1915. Discosporium hyalinum ingår i släktet Discosporium, divisionen sporsäcksvampar och riket svampar.   Inga underarter finns listade i Catalogue of Life.